# Universíada de Inverno de 2015
A XXVI Universíada de Inverno se realizará em Štrbské Pleso e Osrblie, na Eslováquia entre 24 de janeiro e 1 de fevereiro e, em Granada, na Espanha, entre 4 e 14 de fevereiro de 2015.Esta será a primeira vez na história que a Universiada será realizada em dois países.
Originalmente, Granada foi a única candidata ao evento. Durante a organização do evento, Granada foi forçada a cancelar a realização dos eventos de esqui nórdico por causa de problemas ambientais na área prevista para a construção dos locais de competição. Em vista do cancelamento destes eventos na Espanha, a FISU decidiu transferir os eventos de esqui nórdico para Štrbské Pleso e Osrblie, na Eslováquia, alguns dias antes.A cidade já havia sediado o evento duas vezes antes em 1987 e em 1999,já tinha a infraestrutura pronta e a experiência necessária para sediar o evento. Cada sede realizou a sua cerimônia de abertura e de encerramento .

## Modalidades

### Obrigatórias
As modalidades obrigatórias são determinadas pela Federação Internacional do Esporte Universitário (FISU) e, salvo alteração feita na Assembleia Geral da FISU, valem para todas as Universíadas de Inverno.
| - Biatlo (9) - Curling (2) - Esqui alpino (8) - Esqui cross-country (9) | - Hóquei no gelo (2) - Patinação artística (4) - Patinação de velocidade em pista curta (8) - Snowboard (8) |

### Opcionais
As modalidades opcionais são determinadas pela Federação Nacional de Esportes Universitários (National University Sports Federation - NUSF) do país organizador e devem ser de, no mínimo, um esporte e no máximo três.
- Combinado nórdico (3)
- Esqui estilo livre (8)
- Salto de esqui (5)

## Locais de eventos
Esses são os locais de eventos e as modalidades disputadas em cada local:
Štrbské Pleso
- Centro de Esportes Nórdicos: cerimônias,esqui cross-country,salto de esqui e combinado nórdico

Osribile
- Centro Nacional de Biatlo : Biatlo

Granada
- Sala García Lorca do Centro de Congressos e Exposições de Granada: cerimônia de abertura
- Palácio Municipal de Deportes: hóquei no gelo e cerimônia de encerramento
- Pavilhão de Mulhacen : hóquei no gelo
- Pavilhão de Fuentenueva: curling
- Iglu da Universíada: patinação artística e patinação de velocidade em pista curta

Serra Nevada
- Estádio de Esqui Alpino Fuente del Tesoro: esqui alpino
- Resort de Visera e Parque Sulyr:esqui estilo livre

## Calendário
As caixas em azul representam uma competição ou um evento qualificatório de determinada data. As caixas em amarelo representam um dia de competição valendo medalha e o número dentro delas a quantidade de medalhas de ouro em disputa.
| CA | Cerimônia de abertura |  | Competições | 1 | Finais | EG | Exibição de gala | CE | Cerimônia de encerramento |

|                                        | Štrbské Pleso / Osrblie | Štrbské Pleso / Osrblie | Štrbské Pleso / Osrblie | Štrbské Pleso / Osrblie | Štrbské Pleso / Osrblie | Štrbské Pleso / Osrblie | Štrbské Pleso / Osrblie | Štrbské Pleso / Osrblie | Štrbské Pleso / Osrblie | Štrbské Pleso / Osrblie |           | Granada   | Granada   | Granada   | Granada   | Granada   | Granada   | Granada   | Granada   | Granada   | Granada   | Granada | Granada | Eventos |
| Janeiro                                | Janeiro                 | Janeiro                 | Janeiro                 | Janeiro                 | Janeiro                 | Janeiro                 | Janeiro                 | Janeiro                 | Fev                     | Fevereiro               | Fevereiro | Fevereiro | Fevereiro | Fevereiro | Fevereiro | Fevereiro | Fevereiro | Fevereiro | Fevereiro | Fevereiro | Fevereiro |         |         | Eventos |
| 23 Sex                                 | 24 Sáb                  | 25 Dom                  | 26 Seg                  | 27 Ter                  | 28 Qua                  | 29 Qui                  | 30 Sex                  | 31 Sáb                  | 1 Dom                   | 3 Ter                   | 4 Qua     | 5 Qui     | 6 Sex     | 7 Sáb     | 8 Dom     | 9 Seg     | 10 Ter    | 11 Qua    | 12 Qui    | 13 Sex    | 14 Sáb    |         |         | Eventos |
| -------------------------------------- | ----------------------- | ----------------------- | ----------------------- | ----------------------- | ----------------------- | ----------------------- | ----------------------- | ----------------------- | ----------------------- | ----------------------- | --------- | --------- | --------- | --------- | --------- | --------- | --------- | --------- | --------- | --------- | --------- | ------- | ------- | ------- |
| Cerimônias                             |                         | CA                      |                         |                         |                         |                         |                         |                         |                         | CE                      |           | CA        |           |           |           |           |           |           |           |           |           | CE      |         |         |
| Biatlo                                 |                         |                         | 2                       |                         | 2                       | 2                       |                         | 1                       | 2                       |                         |           |           |           |           |           |           |           |           |           |           |           |         | 9       |         |
| Combinado nórdico                      |                         |                         |                         | 1                       |                         |                         | 1                       |                         | 1                       |                         |           |           |           |           |           |           |           |           |           |           |           |         | 3       |         |
| Curling                                |                         |                         |                         |                         |                         |                         |                         |                         |                         |                         |           |           |           |           |           |           |           |           |           |           | 2         |         | 2       |         |
| Esqui alpino                           |                         |                         |                         |                         |                         |                         |                         |                         |                         |                         |           |           |           | 2         | 1         | 1         |           |           | 1         | 1         | 2         | 2       | 10      |         |
| Esqui cross-country                    |                         |                         | 2                       | 1                       |                         | 2                       |                         | 2                       | 1                       | 1                       |           |           |           |           |           |           |           |           |           |           |           |         | 9       |         |
| Esqui estilo livre                     |                         |                         |                         |                         |                         |                         |                         |                         |                         |                         |           |           | 2         |           |           |           | 2         |           | 2         |           | 2         |         | 8       |         |
| Hóquei no gelo                         |                         |                         |                         |                         |                         |                         |                         |                         |                         |                         |           |           |           |           |           |           |           |           |           | 1         |           | 1       | 2       |         |
| Patinação artística                    |                         |                         |                         |                         |                         |                         |                         |                         |                         |                         |           |           | 1         | 1         | 1         | 1/EG      |           |           |           |           |           |         | 4       |         |
| Patinação de velocidade em pista curta |                         |                         |                         |                         |                         |                         |                         |                         |                         |                         |           |           |           |           |           |           |           |           | 2         | 2         | 4         |         | 8       |         |
| Salto de esqui                         |                         |                         |                         |                         | 2                       |                         | 1                       | 1                       |                         | 1                       |           |           |           |           |           |           |           |           |           |           |           |         | 5       |         |
| Snowboard                              |                         |                         |                         |                         |                         |                         |                         |                         |                         |                         |           |           |           | 2         | 2         |           |           | 2         |           |           | 2         |         | 8       |         |
| Eventos totais                         |                         |                         | 4                       | 2                       | 4                       | 4                       | 2                       | 4                       | 4                       | 2                       |           |           | 3         | 5         | 4         | 2         | 2         | 2         | 5         | 4         | 12        | 3       | 68      |         |
| Total acumulado                        |                         |                         |                         | 6                       | 10                      | 14                      | 16                      | 20                      | 24                      | 26                      |           |           | 29        | 34        | 38        | 40        | 42        | 44        | 49        | 53        | 65        | 68      |         |         |
|                                        | 23 Sex                  | 24 Sáb                  | 25 Dom                  | 26 Seg                  | 27 Ter                  | 28 Qua                  | 29 Qui                  | 30 Sex                  | 31 Sáb                  | 1 Dom                   | 3 Ter     | 4 Qua     | 5 Qui     | 6 Sex     | 7 Sáb     | 8 Dom     | 9 Seg     | 10 Ter    | 11 Qua    | 12 Qui    | 13 Sex    | 14 Sáb  | Eventos |         |

## Medalhas
O Quadro de medalhas é uma lista que classifica as Federações Nacionais de Esportes Universitários (NUSF) de acordo com o número de medalhas conquistadas. Serão disputadas 69 finais em 11 modalidades olímpicas.
A primeira medalha de ouro foi conquistada pelo atleta ucraniano Dmytro Rushinov no Biatlo-20km individual a frente dos russos Vadim Filimonov e Yuri Shopin.
Já a primeira medalha dos anfitriões eslovacos foi um bronze. A atleta Paulína Fialková ficou em terceiro lugar na prova do 15km individual do biatlo. A medalha de ouro foi para a cazaque Alina Raikova e a de prata para a russa Ekaterina Avvakumova.
Por parte dos anfitriões espanhóis,a primeira medalha foi uma prata . A atleta Querall Castellet ficou em segundo lugar na prova do Halfpipe Feminino. A medalha de ouro foi para a chinesa Cai Xuetong e a de bronze foi para a suíça Carla Somaini.
| Ordem                                         | País               | Medalha de ouro | Medalha de prata | Medalha de bronze |    |
| --------------------------------------------- | ------------------ | --------------- | ---------------- | ----------------- | -- |
| 1                                             | RUS Rússia         | 20              | 18               | 18                | 56 |
| 2                                             | KOR Coreia do Sul  | 5               | 9                | 2                 | 16 |
| 3                                             | KAZ Cazaquistão    | 5               | 6                |                   | 11 |
| 4                                             | SUI Suíça          | 5               | 1                | 4                 | 10 |
| 5                                             | CHN China          | 5               |                  | 4                 | 9  |
| 6                                             | NOR Noruega        | 5               |                  | 1                 | 6  |
| 7                                             | GER Alemanha       | 3               | 4                | 1                 | 8  |
| 8                                             | CZE Chéquia        | 3               | 3                | 5                 | 11 |
| 9                                             | ITA Itália         | 3               | 2                | 2                 | 7  |
| 10                                            | JPN Japão          | 2               | 5                | 2                 | 9  |
| 11                                            | POL Polônia        | 2               | 4                | 4                 | 10 |
| 12                                            | USA Estados Unidos | 2               | 3                | 3                 | 8  |
| 13                                            | UKR Ucrânia        | 2               | 1                | 2                 | 5  |
|                                               | AUT Áustria        | 2               | 1                | 2                 | 5  |
| 15                                            | BUL Bulgária       | 2               |                  |                   | 2  |
| 16                                            | SVK Eslováquia     | 1               | 3                | 4                 | 8  |
| 17                                            | FRA França         | 1               | 2                | 6                 | 9  |
| 18                                            | CAN Canadá         |                 | 2                | 3                 | 5  |
| 19                                            | AND Andorra        |                 | 2                | 1                 | 3  |
| 20                                            | ESP Espanha        |                 | 2                |                   | 2  |
| 21                                            | GBR Grã-Bretanha   |                 |                  | 1                 | 1  |
|                                               | SLO Eslovênia      |                 |                  | 1                 | 1  |
|                                               | LTU Lituânia       |                 |                  | 1                 | 1  |
|                                               | SWE Suécia         |                 |                  | 1                 | 1  |
| Nenhum país lusofóno participou desta edição. |                    |                 |                  |                   |    |

     Países sede destacados.